# Zakřany
Zakřany település Csehországban, a Brno-vidéki járásban. Zakřany Babice u Rosic, Vysoké Popovice, Lukovany, Oslavany, Příbram na Moravě és Zbýšov településekkel határos. Lakosainak száma 798 fő (2024. január 1.).

## Népesség
A település lakosságának változását az alábbi diagram mutatja:
| Lakosok száma | 592  | 917  | 965  | 903  | 795  | 737  | 740  | 775  | 765  | 798  |
|               | 1869 | 1900 | 1921 | 1961 | 1980 | 2011 | 2016 | 2019 | 2021 | 2024 |